# Ungvári Attila
Ungvári Attila (Cegléd, 1988. október 25. –) Európa-bajnoki bronzérmes magyar cselgáncsozó.

## Sportpályafutása
2009-ben a Belgrádban rendezett Universiadén második lett, csakúgy, mint az U23-as Európa-bajnokságon. Ugyanebben az évben első felnőtt világversenyén is részt vett, a rotterdami világbajnokságon a hetedik helyen végzett.
A 2010-es cselgáncs-Európa-bajnokságon Bécsben bronzérmes lett a 73 kilogrammosok versenyében, az U23-as Európa-bajnokságon pedig aranyérmet szerzett.
2011 márciusában megbukott a doppingteszten, miután a februárban rendezett Hungária-kupán leadott mintája pozitív lett. A vizsgálatok anabolikus szteroidot találtak a vérében, majd áprilisban a B mintája is pozitív lett. Kétéves eltiltást kapott, amely 2013 márciusában járt le. Ezt követően a montevideói Világkupán a 73 kilogrammos súlycsoportban bronzérmet szerzett. Októberben, a Glasgowban rendezett Világkupa-versenyen aranyérmet szerzett.
Az ezt követő években is a Világkupa-versenyeken érte el legkiemelkedőbb sikereit. 2015 júliusában az ulánbátori viadalon immár a 81 kilogrammos súlycsoportban lett ezüstérmes, míg 2016-ban megnyerte az African Opent, Casablancában. A 2016-os riói olimpiára nem jutott ki.
A 2017-es Európa-bajnokságon a nyolcaddöntőben esett ki. Az augusztusban rendezett világbajnokságon szintén a nyolcaddöntőben búcsúzott.
A 2019-es minszki Európa Játékokon, amely a sportág versenyzőinek Európa-bajnokság is volt egyben, bronzérmes lett a 81 kilogrammosok versenyében. A tokiói olimpián 81 kilogrammban az első mérkőzésén kikapott az egyiptomi Mohamed Abdelaaltól és kiesett.
A 2022-es Európa-bajnokságon harmadik lett. A következő évben Eb hetedik helyezést ért el.
A 2024-es párizsi olimpián az első mérkőzését megnyerte a kazah Abilajhan Zsubanazar ellen, azonban a nyolcaddöntőben kikapott a világbajnok belga Matthias Cassétól.

## Díjai, elismerései
- Az év magyar cselgáncsozója: 2022[17]

## Családja
Bátyja Ungvári Miklós olimpiai ezüstérmes cselgáncsozó.c
Öccse: Ungvári Zoltán (1987 -) Rendőr Világbajnokság 3. helyezett